# Incursión sobre Rochefort
La incuesión sobre Rochefort, también llamado el Descenso sobre Rochefort fue un intento anfibio británico de capturar el puerto atlántico francés de Rochefort en septiembre de 1757 durante la Guerra de los Siete Años. La redada fue pionera en una nueva táctica de "descensos" en la costa francesa, defendida por William Pitt, que había asumido el cargo unos meses antes.
Después de varias demoras, la expedición llegó a la costa francesa y capturó la isla de Île d'Aix. El comandante del ejército sir John Mordaunt se negó a intentar un desembarco y la fuerza se volvió a puerto. La redada terminó en fracaso, pero fue seguida por varias operaciones similares en los años siguientes.

## Antecedentes
Gran Bretaña había comenzado mal la Guerra de los Siete Años ya que perdió varias batallas contra los franceses en América del Norte, además de ver su principal base naval mediterránea de Menorca capturada por una fuerza francesa, mientras que el aliado de Gran Bretaña, Hanover, se enfrentaba a una invasión francesa. A raíz de estas pérdidas, un nuevo gobierno, incluido William Pitt, asumió el cargo en julio de 1757.[1]
Pitt quería un ataque audaz que obligase a los franceses a utilizar un gran número de tropas, de las que tenía planeadas para ser utilizadas en su invasión de Alemania, para proteger la costa francesa contra nuevas incursiones. También esperaba satisfacer al público que clamaba por esa campaña. [2] Una demanda urgente para tal expedición provino del único aliado importante de Gran Bretaña, Federico el Grande, que fue vital para aliviar la presión de una anticipada ofensiva francesa contra Prusia.[3] Frederick había sugerido ataques en la costa francesa con la esperanza de que proporcionaría un alivio inmediato tanto a sus propios ejércitos como al «Ejército de Observación» bajo el mando del Duque de Cumberland.
El objetivo que se seleccionó fue el puerto de Rochefort que había sido señalado por un ingeniero británico, el capitán Robert Clerk, como particularmente mal fortificado y vulnerable a un ataque británico por sorpresa.[4] Pitt buscó la aprobación de la expedición por parte de Jorge II y el duque de Newcastle, quienes dieron su consentimiento al concepto de una gran incursión en la ciudad, aunque ambos tenían dudas sobre las posibilidades prácticas del plan. A medida que la situación en Hannover se deterioraba, ambos pidieron posteriormente que la expedición fuera desviada al puerto alemán de Stade, donde podrían ayudar a las fuerzas de Hanover, pero Pitt se negó a cambiar el destino de sus fuerzas.[5]

## Asamblea y viaje
El mando de las fuerzas terrestres fue otorgado a Sir John Mordaunt, con Edward Cornwallis y Henry Conway como sus suplentes. Edward Hawke fue seleccionado para comandar el contingente naval cuyo papel era escoltar a la fuerza de Mordaunt, desembarcarla en la costa francesa y luego evacuarla cuando terminara la misión. James Wolfe fue nombrado General jefe de Cuartel General de la expedición y jefe de gabinete del ejército.[6]
La expedición se reunió en la Isla de Wight durante julio y agosto de 1757. Pronto hubo una serie de retrasos lo que demoró la fecha de partida. La mayoría de los oficiales pasaron su tiempo en Newport. Los 8000 soldados acamparon allí de forma provisional, aunque no se les informó sobre el destino de la expedición, excepto a los oficiales más veteranos, para evitar que los espías franceses descubrieran esto.[7]
El 7 de septiembre, un mes después de su partida, la fuerza se dirigió hacia el Golfo de Vizcaya. Llegó a Rochefort el 20 de septiembre, pero debido a la densa niebla no pudo desembarcar durante varios días.[8] Hawke y los oficiales navales estaban extremadamente preocupados por el empeoramiento del clima, temiendo vendavales equinocciales que harían que el mar fuera cada vez más peligroso a medida que avanzaba el otoño.[9]

## Desembarco

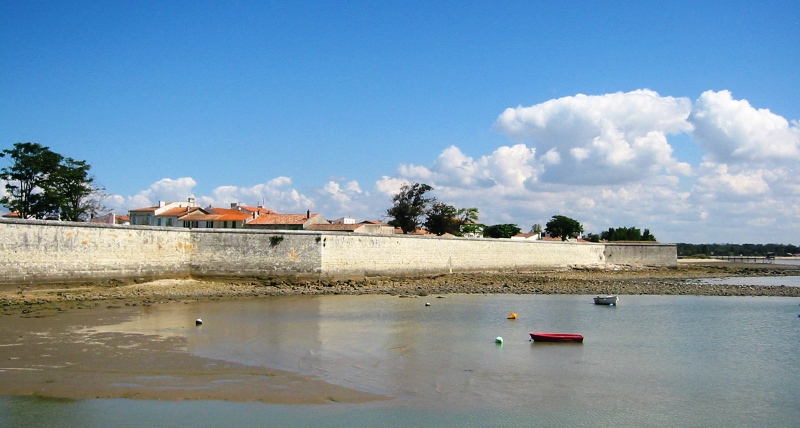
El pueblo de Aix detrás de sus posteriores murallas napoleónicas

Guiados por Joseph Thierry, un hogonote que era piloto de río, dos buques de guerra británicos se aproximaron al fuerte que dominaba Île d'Aix. Los cañones del fuerte fueron bombardeados por el HMS Magnanime con 74 cañones, comandado por el capitán Richard Howe, al que pronto se unieron el HMS Barfleur con 80 cañones, y dos horas más tarde la isla, considerada como un punto de partida crucial en cualquier asalto más en Rochefort, había caído en manos de los británicos.[10]
Wolfe observó el continente desde Ile d'Aix [11] y vio una batería de cañones en Fort Fouras en tierra firme que protegía la desembocadura del río Charente.[12] Los franceses no estaban en absoluto preparados para resistir un ataque y la aparición de la flota británica los tomó por sorpresa. Wolfe abogó por un asalto inmediato contra Fort Fouras y también una incursión de distracción en dirección a la cercana La Rochelle para confundir a los franceses sobre las verdaderas intenciones. Mordaunt aceptó un ataque al Fuerte Fouras, pero luego tuvo que cancelarlo cuando se descubrió que el agua a su alrededor era demasiado poco profunda para que los barcos de Hawke se acercaran lo suficiente como para bombardear el fuerte.
El 25 de septiembre, Mordaunt celebró un consejo de guerra, donde las optimistas estimaciones de la debilidad de las defensas francesas en Rochefort fueron rechazadas. Esta decisión se basó en gran medida en la incertidumbre sobre el estado de los canales en torno a Rochefort, que de estar húmedos hubiera evitado el asalto mediante escalada. Se decidió que el intento de capturar Rochefort no era aconsejable ni practicable.[13] Wolfe continuó presionando para realizar un nuevo asalto a pesar de que el elemento sorpresa ya se había perdido, pero Mordaunt dudaba.[14] Todavía se esperaba que los franceses pudieran ser hostigados de alguna manera por las fuerzas británicas y el general Conway presionó a Mordaunt para que considerara un nuevo asalto a Fouras, que finalmente se acordó en un segundo consejo de guerra en la mañana del 28 de septiembre. [15]Se seleccionó un lugar de desembarco cerca de Chatelaillon a pesar de los temores de Mordaunt de que grandes fuerzas francesas pudieran estar escondidas detrás de las dunas de arena.[16] Las tropas se embarcaron en los botes esa noche, pero surgió un fuerte viento y su conjunción con la marea generó preocupaciones sobre el tiempo que disponían para enviar los refuerzos para apoyar la primera oleada de tropas. El desembarco fue cancelado.